# Macrocarpaea lacrossiformis
Macrocarpaea lacrossiformis är en gentianaväxtart som beskrevs av Jason Randall Grant. Macrocarpaea lacrossiformis ingår i släktet Macrocarpaea och familjen gentianaväxter. Inga underarter finns listade i Catalogue of Life.